# Ivan VII. Frankapan
Ivan VII. Frankapan (lat. Ioannes de Frangapanis), poznat i kao Ivan mlađi (?, nakon 25. srpnja 1424. - Zákány, 14. ožujka 1486.), hrvatski velikaš, knez Krka, Senja i Modruša iz hrvatske velikaške obitelji Frankapana Krčkih. Sukobio se s braćom i preuzeo potpunu vlast nad otokom Krkom, matičnom baštinom obitelji, ali je 1480. godine za vrijeme sukoba s hrvatsko-ugarskim kraljem Matijom Korvinom (1458.-1490.) predao otok Mletačkoj Republici te je ostao zapamćen kao posljednji krčki knez.

## Životopis
Bio je sin krčkog kneza Nikole IV. Franakapana († 1432.) i Doroteje Gorjanske. Poslije očeve smrti nasljeđuje obiteljske naslove i imanja, zajedno sa svojom mnogobrojnom braćom. Samostalnije nastupa tek nakon smrti brata Ivana VI. 1436. i Žigmundove smrti 1437. godine kada sa starijom braćom podupire kraljevu kćerku Elizabetu i 1440. godine pristupa s Fridrikom III. Habsburgovcem i grofovima Celjskim.
Tijekom 1440-ih izbile su obiteljske razmirice unutar obitelji Frankapana te Ivan VII. zajednom s dijelom braće traži pomoć Mlečana protiv braće Stjepana III. Modruškog i Martina IV. Diobom obiteljskih posjeda 1449. godine dobio je županiju Bužane i grad Hreljin u Vinodolu, a zadržao je i upravu nad Drivenikom. Sukobi s braćom su potrajali do 1451. godine kada je zamijenio svoje kopnene posjede za matični posjed, otok Krk, nakon čega je stavio sebe i otok pod mletačku zaštitu. Godine 1453. ostavio je otok Krk oporučno Mlečanima, ukoliko ne bi imao potomaka.
Godine 1454. oženio se Elizabetom, kćerkom Paola Morosinija, čime je učvrstio političke veze s Venecijom. Istovremeno se u potpunosti udaljio od braće i držao se posjeda na Krku, a privremeno je ostvario savez s hrvatsko-ugarskim kraljem Matijom Korvinom i napuljskim kraljem Ferdinandom I. zbog sve većeg mletačkog pritiska na Krk. Godine 1469. pridružuje se braći i rođacima nakon što je kraljev kapetan  Blaža Podmanickog zauzeo frankapanski grad Senj, a istovremeno gradi utvrđenja u Omišlju i utvrđuje se na otoku. Godine 1479. napao je posjede brata Martina IV. i zauzeo njegove gradove Novi i Bribir, našto je Martin IV. predao svoju baštinu kralju Matiji Korvini koji je zaposjeo Martinove posjede te napao otok Krk. Zbog toga je Ivan VII. 1480. godine predao otok Mlečanima koji su potjerali Blaža Podmanickog i uspostavili nadzor nad otokom.
Iste godine Ivan VII. je interniran u Veneciju, odakle je 1481. godine pobjegao kod cara Fridrika III. na čiji zahtjevu su Mlečani isplatili Ivana za gubitak Krka i vratili mu pokretnu imovinu i stoku. Sljedeće godine pridružio se savezu Milana, Ferrare i Napulja protiv Mletačke Republike, ali nije uspio vratiti svoje posjede. Nakon toga, priključio se Matiji Korvinu protiv Fridrika III. i s njime ušao u Beč, ali se 1485. godine okrenuo protiv kralja zbog čega je bio prognan iz kraljevine.
Uz njegovo djelovanje povezana je prva hrvatska tiskana knjiga, glagoljski Misal iz 1483. godine.